# Ricardo Antonio Tobón Restrepo
Ricardo Antonio Tobón Restrepo (ur. 8 maja 1951 w Ituango) – kolumbijski duchowny katolicki, arcybiskup Medellín od 2010.

## Życiorys
21 listopada 1975 otrzymał święcenia kapłańskie i został inkardynowany do Santa Rosa de Osos. Przez dziewięć lat pracował duszpastersko na terenie diecezji, zaś w 1985 wyjechał do Rzymu na studia doktoranckie z filozofii. Po uzyskaniu w 1989 tytułu powrócił do diecezji i został wykładowcą w seminarium, zaś trzy lata później rozpoczął pracę w kolumbijskiej nuncjatirze.
25 kwietnia 2003 został mianowany przez Jana Pawła II biskupem diecezji Sonsón-Rionegro. Sakry biskupiej 14 czerwca 2003 r. udzielił mu ówczesny nuncjusz apostolski w Kolumbii – arcybiskup Beniamino Stella. 
16 lutego 2010 Benedykt XVI mianował go arcybiskupem Medellín. Ingres odbył się 8 maja 2010.
W 2017 został wybrany wiceprzewodniczącym Konferencji Episkopatu Kolumbii.